# Остапчук Василь Васильович
Васи́ль Васи́льович Остапчу́к (17 травня 1977 — 3 серпня 2015) — солдат Збройних сил України, учасник російсько-української війни.

## З життєпису
Народився 1977 року в селі Ганнусине Полонського району, 1978-го з батьками переїхав на Херсонщину — в село Балтазарівка Чаплинського району. Після проходження строкової служби працював в Балтазарівці слюсарем на фермі. Через певний час переїхав у село Долинське того ж району — батьки повернулися додому, в місто Полонне, Василь жив у сестри.
В часі війни добровольцем пішов на фронт, від зими 2015 року воював у Добровольчому Українському Корпусі «Правий сектор», згодом перевівся до ЗСУ. Солдат, головний сержант—командир відділення 13-го окремого мотопіхотного батальйону.
3 серпня 2015-го перед опівніччю зазнав поранення поблизу міста Артемівськ під час артилерійського обстрілу терористами взводного опорного пункту касетною міною. Внаслідок вибуху Василю відірвало ногу, також зазнав численних поранень в області таза. Остапчук встиг по рації повідомити про свої поранення. Медики боролися за життя захисника до останнього, однак Василь загинув від втрати крові.
Похований 6 серпня 2015-го у Полонному.
Без Василя лишилися батьки, дружина, двоє дітей.

## Нагороди та вшанування
За особисту мужність, сумлінне та бездоганне служіння Українському народові, зразкове виконання військового обов'язку відзначений — нагороджений
- орденом «За мужність» ІІІ ступеня (16.1.2016, посмертно)[1]